# Гони (Греция)
Го́ни (греч. Γόννοι) — малый город в Греции. Расположен на высоте 94 м над уровнем моря, у подножья гор Като-Олимбос (Олимпа), у входа в Темпейскую долину, на левом (северном) берегу реки Пиньос, на левом (восточном) берегу левого притока Дио-Дендра, в 15 км ниже по течению от устья левого притока Титарисиос, к северо-востоку от города Лариса. Административно относится к общине Темби в периферийной единице Лариса в периферии Фессалия. Население 1909 человек по переписи 2011 года.

## История
Древний город перребов Гонн (Гон, др.-греч. Γόννοι) располагался на холме Кастри в 3 км от современного города. Стефан Византийский считает эпонимом города Гунея, упомянутого Гомером. Советский антиковед Нина Брагинская пишет:

Гуней может быть понят как «гунец» — человек из Гона, не название города произведено от имени человека, а антропоним от топонима.

И Гуней и Гонн/Гон родственны сущ. γουνός, означающему «холм, высокое место». Город Гон, как и город Гоноэсса, назван так за своё местоположение: город-возвышенность, город-холм (Гонн находится на отрогах Олимпа). Гуней же может «переводиться» как «Холмовый», «Человек холма».
До 1927 года (ΦΕΚ 306Α) город назывался Дерели (Δερελί).

## Сообщество
Сообщество Дерели (Κοινότητα Δερελίου) создано в 1912 году (ΦΕΚ 262Α), в 1927 году (ΦΕΚ 306Α) переименовано в Гони (Κοινότητα Γόννων). В сообщество входит деревня Элея (Элия, Ελαία ή Εληά, до 1927 года — Кицилер, Κιτσιλέρ, тур. Kiçiler, Keçiler от keçi — «домашняя коза»). Население 1983 человек по переписи 2011 года. Площадь 55,911 квадратных километров.
| Населённый пункт | Население (2011), человек |
| ---------------- | ------------------------- |
| Гони             | 1909                      |
| Элея             | 74                        |

## Население
| Год  | Население, человек |
| ---- | ------------------ |
| 1991 | 2373               |
| 2001 | 2088               |
| 2011 | ↘ 1909             |